# Uwe Schmidt
Pour les articles homonymes, voir Atom.
Uwe Schmidt est un musicien allemand et un producteur aux multiples identités : Atom Heart, Atom™, Erik Satin, Lassigue Bendthaus, Lisa Carbon, Señor Coconut, installé à Santiago du Chili. Il est célèbre pour sa relecture cha-cha-cha, rumba ou merengue du répertoire de Kraftwerk et des tubes de Madonna, Michael Jackson ou encore Daft Punk.

## Discographie

### Atom Heart
- 1992 : I - Repetitive Digital Noise
- 1993 : Cœur Atomique
- 1993 : Datacide (avec Tetsu Inoue)
- 1993 : Datacide II (avec Tetsu Inoue)
- 1993 : Datacide : Ondas (avec Tetsu Inoue)
- 1994 : Orange
- 1994 : Morphogenetic Fields
- 1994 : Softcore
- 1994 : VSVN
- 1994 : I - Tinned Music
- 1994 : Almost Digital
- 1994 : Live At Sel I/S/C
- 1995 : Second Nature (avec Tetsu Inoue et Bill Laswell)
- 1995 : Jet Chamber (avec Pete Namlook)
- 1995 : Datacide : Flowerhead (avec Tetsu Inoue)
- 1995 : Silver Sound
- 1995 : Semiacoustic Nature
- 1995 : Interactive Music
- 1995 : B² (Atom Heart Live)
- 1995 : Masters Of Psychedelic Ambience (avec Tetsu Inoue)
- 1996 : Shellglove
- 1996 : Machine Paisley
- 1996 : Superficial Depth - Digital Superimposing
- 1996 : Jet Chamber II (avec Pete Namlook)
- 1996 : Brown
- 1997 : Micropossesed (avec Eyephone)
- 1997 : Jet Chamber III (avec Pete Namlook)
- 1998 : Naturalist
- 1998 : Schnittstelle
- 1998 : Dropshadow Disease
- 1998 : Jet Chamber IV (avec Pete Namlook)
- 1999 : DOS Tracks :)
- 2001 : Jet Chamber V (avec Pete Namlook)

### Atom™
- 2001 : The Disk Orchestra
- 2005 : CMYK
- 2006 : Atom™ Re-Invents The Wheel - EP
- 2007 : Son Of A Glitch
- 2009 : Mole C
- 2009 : Muster
- 2009 : Liedgut
- 2010 : Music Is Better Than Pussy
- 2010 : 1i8135tra3um3
- 2012 : Winterreise
- 2012 : Cold Memories
- 2013 : HD
- 2014 : Bauteile (avec Marc Behrens)
- 2014 : Early Reflections (avec Material Object, sous le pseudonyme de 'No. Inc.')

### Lassigue Bendthaus
- 1988 : The Engineers Love
- 1991 : Matter
- 1992 : Cloned
- 1992 : Cloned:Binary
- 1994 : Render
- 1994 : Render Audible (US Remixes)
- 1998 : Pop Artificielle

### Señor Coconut
- 2000 : El Baile Alemán
- 2003 : Fiesta Songs
- 2006 : Yellow Fever!
- 2008 : Around the World